# Jesse Fuller
Jesse Fuller fue un cantante, guitarrista y armonicista de blues, nacido en Jonesboro, Georgia, el 12 de marzo de 1896 y fallecido en Oakland, California, el 29 de enero de 1976.
Fuller era un songster, con un amplio repertorio de canciones populares, que ejecutaba con contagioso buen humor. Emigró a Hollywood, donde hizo de extra en multitud de películas, y consiguió un pequeño papel en El ladrón de Bagdad, con Douglas Fairbanks, que consiguió que le adjudicaran un puesto de bebidas frente a los estudios de cine. 
Durante muchos años tocaba y limpiaba zapatos en su puesto, hasta que el éxito de su tema San Francisco Bay Blues (que había grabado en 1955 para Arhoolie Records) interpretado por Peter, Paul & Mary, en 1964, y versionado por otros muchos artistas folk, le dio fama y dinero, y posibilidades de actuar en Festivales y giras.